# Devátá brána
Devátá brána (v originále The Ninth Gate) je americký neonoirový thriller od režiséra Romana Polańského z roku 1999. Ve filmu je znalec starých tisků Dean Corso (Johnny Depp) najat bibliofilem Borisem Balkanem (Frank Langella), aby ověřil tři kopie knihy ze 17. století s okultní tematikou. Děj filmu je založen na knize Artura Pérez-Reverta Dumasův klub.

## Popis děje

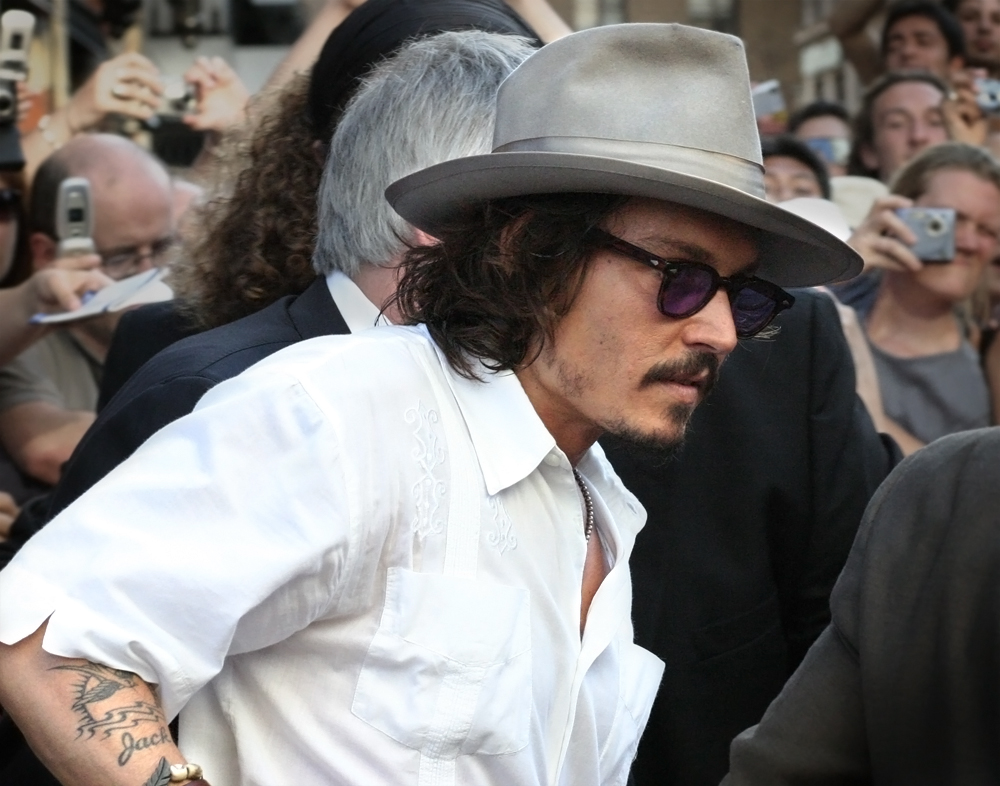
Představitel hlavní role Johnny Depp

Hlavní postavou je Dean Corso v podání Johnnyho Deppa, který se zabývá určováním pravosti knih. Jednoho dne si Deana najme sběratel Boris Balkan, kterého hraje Frank Langella, aby prověřil pravost knihy Devět bran do Království stínů, jejímž údajným autorem má být sám Lucifer. Ale toto dílo vlastní ještě dvě další osoby a pouze jedna z těchto tří knih je ta pravá. Problémem ale je, že všichni vlastníci jsou přesvědčeni, že právě ta jejich kniha je pravá. A proto je Dean Borisem vyslán do Evropy, aby ověřil pravost těchto knih. Dean Corso brzy zjistí, že tyto knihy jsou nějak propojeny a tudíž jsou všechny pravé. A jejich spojením je prý možné odhalit obřad, který umožňuje vyvolání Ďábla.

## Lokace
Film se natáčel mimo jiné i na hradě Puivert.